# Madama

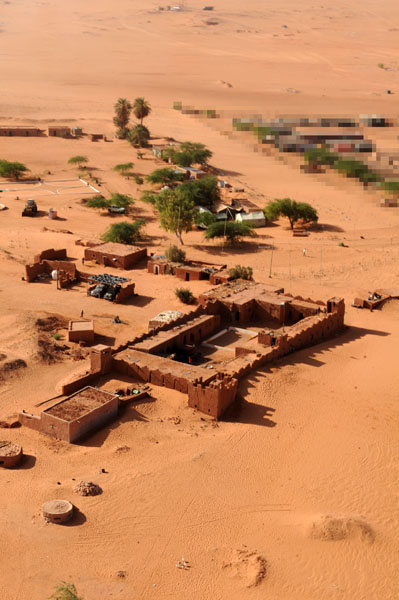
Luftaufnahme des Fort Madama (2014)

Madama (arabisch Bir Achmar oder Bir el Ahmar ["Der rote Brunnen"]) ist eine Militärsiedlung in der Zentralsahara. Sie liegt im Gemeindegebiet von Djado im Nordosten Nigers, etwa 100 Kilometer von der Grenze zu Libyen entfernt.

## Altsteinzeitlicher Fundort
Madama ist ein archäologischer Fundplatz der altsteinzeitlichen Atérien-Kultur.

## Madama / Bir el Ahmar als Station der Bornu-Straße
Die Wasserstelle von Madama war eine wichtige Station der alten Bornustraße, auf ihrem schwierigsten, da siedlungsleeren zentralen Abschnitt zwischen den Oasen Tegerhi im Norden (etwa 305 km nördlich von Madama) und Anney, rund 320 km südlich von Madama. Eine ständige Siedlung bestand hier bis weit ins 20. Jahrhundert hinein noch nicht, weil die Kapazität des Brunnens nicht für Bewässerungen ausgereicht hätte und zudem der Lateritboden bei Madama unfruchtbar ist. Der Bir el Ahmar liegt seit Jahrhunderten, wie zumeist die gesamte zentrale und südliche Bornustraße zwischen al-Qatrun und Bilma, im Machtbereich der Tubu. Das von Tuareg beherrschte Gebiet beginnt einige hundert Kilometer weiter westlich.

## Entstehung von Militärposten und Siedlung
Der heutige Ort liegt an der Stelle eines ehemaligen Militärpostens des französischen Kolonialreichs, der im September 1930 eingerichtet wurde. Die Niederschlagsmessstation im Ort ist seit dem Jahr 1939 in Betrieb. Madama besteht seit der Unabhängigkeit Nigers im Jahre 1960 im Wesentlichen aus einem Stützpunkt der Streitkräfte Nigers. In Madama bzw. von Madama aus kontrollieren nigrische Behörden den grenzüberschreitenden Verkehr von und nach Al Qatrun (Libyen).

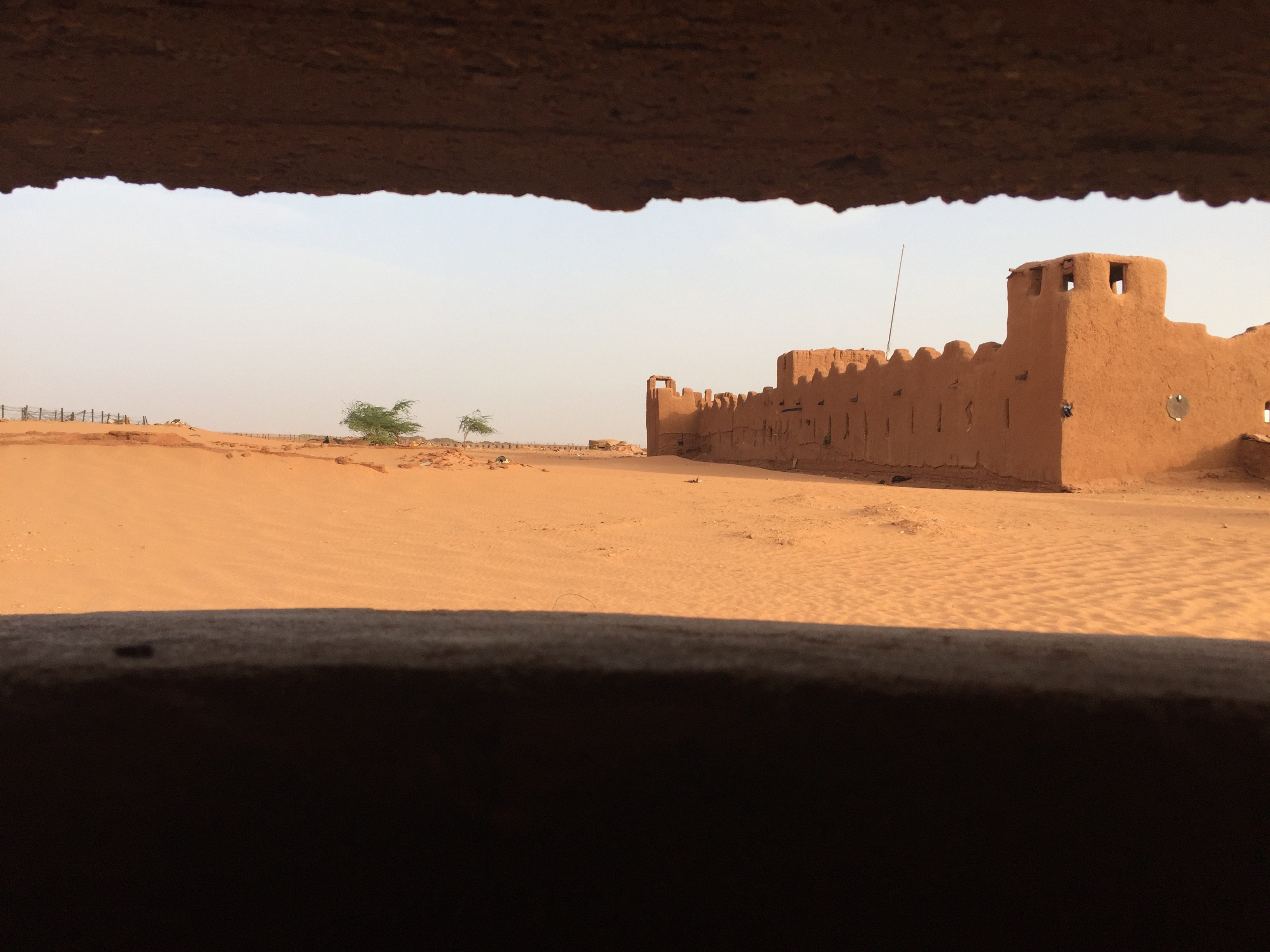
Blick auf das Fort von einer der vorgelagerten Stellungen. Im Vordergrund das inzwischen geräumte Minenfeld, links die nach wie vor intakte Sperre aus Stacheldraht.

## Erneute französische Militärpräsenz seit 2014
Die französische Armee nutzt Madama seit 2014 wieder, nun als Stützpunkt bei der Opération Barkhane, die sich gegen die Aktivitäten der al-Qaida im Maghreb richtet. Im Zuge dieser Operation wurde die Laterit-Landepiste einige Kilometer nordöstlich von Madama von 1300 auf 1800 Meter verlängert und zu einem kleinen Militärflugplatz ausgebaut. Ein weiterer Zweck der französischen Präsenz in Madama ist die Beobachtung der Migrationsbewegungen aus Westafrika nach Europa, die zu einem großen Teil auf dieser Route die Sahara durchqueren und damit der historischen Bornustraße folgen.

## Positionskarte
Hinweis: Die Beschriftungen auf der Positionskarte lassen sich anklicken und führen zu den zugehörigen Wikipedia-Artikeln.
| Madama |

| Niamey |

| Agadez |

| Diffa |

| Dosso |

| Maradi |

| Tahoua |

| Tillabéri |

| Zinder |

| Agadem |

| Anney |

| Arlit |

| Bilma |

| Konni |

| Chirfa |

| N’Gourti |

| N’Guigmi |

| Tanout |

| Tchintabaraden |

| Tchirozérine |

| Idoukal-n-Taghès |

| Imaghlane |

| Manguéni |

| Mont Gréboun |

| Djado-Plateau |

| Tchigaï |

| Termit-Massiv |

| ALGERIEN |

| BENIN |

| BURKINA FASO |

| LIBYEN |

| MALI |

| NIGERIA |

| TSCHAD |